# Sabera aruana
Sabera aruana är en fjärilsart som beskrevs av Carl Plötz 1886. Sabera aruana ingår i släktet Sabera och familjen tjockhuvuden. Inga underarter finns listade i Catalogue of Life.